# Ingvild H. Rishøi
Ingvild Hedemann Rishøi, född 24 augusti 1978 i Oslo, är en norsk författare känd för sina novellsamlingar och kortromanen Stargate. Huvudpersonerna är barn i utsatta situationer och hon har prisats för sin förmåga att ge uttryck för barns känslor och språk. Hennes böcker är översatta till flera språk och hon har belönats med priser för sitt författarskap.

## Biografi
Ingvild Hedemann Rishøi är född i Oslo. Fadern var lektor i norska och modern producerade dokumentärer på NRK. Rishøi utbildade sig till journalist och har varit verksam på Dagbladet och Dagens Näringsliv.
Hon debuterade som författare 2007. Hon har också arbetat på förskola och som kyrkogårdsarbetare vilket gett erfarenheter som kommit till pass i författarskapet. Hon bor i Oslo med make och barn.  

## Författarskap
Rishøi skriver om barn i utsatta situationer, ofta orsakade av vuxnas svek, där missbruk, psykisk ohälsa eller fattigdom spelar in, men också om vuxna som gör felaktiga beslut som får ödesdigra konsekvenser. Hon har kallats klasskildrare men anser själv att hon skriver om problem som inte är begränsade till samhällsklasser. En viktig inspiratörskälla har varit Astrid Lindgren. Hon jämförs med såväl Dickens som H C Andersen i sina ämnesval. Stilen är enkel och sparsmakad med "absolut gehör" för barnets språkvärld.
Hon har fått stor uppmärksamhet för sitt författarskap och belönats med flera priser bland annat Bragepriset och P.O. Enquists pris. I Norge har hon sedan debuten betraktats som en av de viktigaste bland unga prosaförfattare. I Sverige nådde hon en stor läsekrets med kortromanen Stargate som har hyllats som en modern klassiker.
Rishøi debuterade med novellsamlingen La stå 2007 och publicerade samma år en bilderbok för barn Unbrakomonsteret – Ikea om natten. Hon har därefter gett ut ytterligare tre novellsamlingar, Historien om Fru Berg, Vinternoveller och en samlingsvolym samt en bilderbok för barn, Pling i bollen – fine og ufine barnerim. 
Romanen Stargate publicerades 2021. I Stargate: en julberättelse försummar en älskad men alkoholiserad far sitt arbete som julgransförsäljare. Hans tonårsdotter med lillasyster tar över för att rädda julen.
På svenska finns novellen "Vi kan inte hjälpa alla" i tidskriften Granta 2013, novellsamlingarna Vinternoveller och Historien om fru Berg samt romanen Stargate.

## Priser och utmärkelser
- 2011 – Språklig samlings litteraturpris
- 2011 – Kultur- och kyrkodepartementets priser för barn- och ungdomslitteratur
- 2012 – Sult-priset
- 2013 – P.O. Enquists pris
- 2014 – Kritikerpriset för Vinternoveller
- 2014 – Bragepriset för Vinternoveller
- 2019 – Kulturhuset Stadsteaterns internationella litteraturpris för Vinternoveller